# Bachelor of Theology
Bachelor of Theology (Nederlandse afkorting BTh, internationale afkorting BTh, B.Th., Th.B. of BTheol) is een hbo-bachelorgraad in Nederland in kader van het Bachelor-Masterstelsel.
De internationaal herkenbare graad geeft aan dat men een opleiding heeft afgerond aan een hogeschool in de richting van pastoraat of geestelijke verzorging.
Studenten houden zich tijdens de opleiding onder andere bezig met: bijbelwetenschap, systematische theologie, geschiedenis van het christendom, ethiek, filosofie, godsdienstwetenschappen, sociale wetenschappen en de praktijk van het pastoraat of geestelijke verzorging.
De hbo-bacheloropleidingen (ook wel Professional bacheloropleidingen genoemd) dienen te voldoen aan dezelfde niveau- en kwaliteitseisen als de WO-bacheloropleidingen, zoals deze zijn geformuleerd in het beoordelingskader en de Dublin Descriptoren (NVAO, 2003).
Bachelor-masterstructuur